# بويل وركمان
بويل وركمان هو شخصية أعمال وسياسي أمريكي، ولد في 20 سبتمبر 1868 في Boyle Heights, Los Angeles ‏ في الولايات المتحدة، وتوفي في 25 ديسمبر 1942 في لوس أنجلوس في الولايات المتحدة.